# Melissa Andreatta
Melissa Jane Andreatta, zumeist kurz Mel Andreatta genannt (* 26. Januar 1979), ist eine australische Fußballtrainerin.

## Karriere
Von der Saison 2016/17 bis zur Spielzeit 2018/19 war sie Trainerin bei Brisbane Roar und gewann in dieser Zeit mit ihrer Mannschaft auch einmal die Meisterschaft. Seit Februar 2019 ist sie nun als Co-Trainerin im Stab der australischen Frauennationalmannschaft. Zudem ist sie seit Sommer 2022 noch Cheftrainerin der U-23-Frauen. Für die Südostasienmeisterschaft 2022, wurde ihr sogar die Rolle der Cheftrainerin der A-Mannschaft zugetan.
Am 9. April 2025 wurde sie als neue Trainerin der schottischen Fußballnationalmannschaft der Frauen benannt.